# Ceratium extensum
Ceratium extensum is een soort in de taxonomische indeling van de Myzozoa, een stam van microscopische parasitaire dieren. Het organisme komt uit het geslacht Ceratium en behoort tot de familie Ceratiaceae. Ceratium extensum werd in 2009 ontdekt door F.Gomez, D.Moreira & P.Lopez-Garcia.